# Olasz Etelka
Olasz Etelka (Szentes, 1956. december 21. –) magyar bábművész, színésznő, előadóművész.

## Életpályája
Szentesen született, 1956. december 21-én. A 25. Színház stúdiójának színész hallgatója volt 1975-ben. 1979-ben végzett a Bábszínészképző Tanfolyamon, és attól az évtől az Állami Bábszínház szerződtette. 1984-től az Arany János Színház társulatának tagja volt. 1987-től szabadfoglalkozású színésznő. A Pitypang Színpad utazó társulatának egyik alapítója. Vendégművészként fellépett a kecskeméti Ciróka Bábszínházban, a Józsefvárosi Pódiumon és a Nevesincs Színház előadásin is. Önálló műsoraival járja az országot, mesemondóként magyar népmeséket, mondákat, népdalokat ad elő. CD-jei, gyermekeknek szóló  mesekönyvei, kifestői magánkiadásban jelentek meg.

## Fontosabb színházi szerepei
- Jean Genet: Cselédek... Madam
- Alan Alexander Milne – Karinthy Frigyes: Micimackó... Malacka
- Hans Christian Andersen – Magyar Ágnes: A király meztelen... szereplő
- Vörösmarty Mihály: Csongor és Tünde... Ilma; Duzzogh
- Ignácz Rózsa: Csipkerózsika... Csipkerózsika
- Tamási Áron: Szegény ördög... Ténferus
- Csukás István: Csodamalom... Prityiné
- Kapecz Zsuzsa – Pataki Éva: Tündér a padláson... Cili

## Filmes és televíziós szerepei
- Szomszédok (televíziós sorozat)

- 221. rész (1995)... Sárika, könyvelő
- 231. rész (1996)... Sárika, könyvelő
- 257. rész (1997)... Sárika, könyvelő
- Csocsó, avagy éljen május elseje! (2001)